# ZiS-3 76mm野砲
76mm師団砲M1942 (ZiS-3)（ロシア語: 76-мм дивизионная пушка образца 1942 года (ЗИС-3)）は、第二次世界大戦中にソビエト連邦が開発した師団砲兵用軽カノン砲（野砲）である。この砲は、ドイツの88mm高射砲と同様に対戦車砲としても高い性能を有していたため、対戦車砲としての知名度も高い。

## 開発
1940年、赤軍はそれまで保有していたF-22(M1936) 76mm野砲とF-22USV(M1939) 76mm野砲よりも軽量かつ低コストな76mm野砲の開発を開始し、翌1941年にはナチス・ドイツがソ連への侵攻を開始したことにより、大祖国戦争が勃発した。
当時のドイツ軍と親衛隊の主力戦車であったIII号戦車とIV号戦車は装甲が薄く、F-22やF-22USVの徹甲弾で十分対抗可能であったが、突然の奇襲と大粛清の際に多数の将官、佐官を粛清したことによる戦術の稚拙さなどが原因で多くのF-22とF-22USVが破壊されるかドイツ軍に鹵獲されて失われた。赤軍は、部隊再編成のために補充用の野砲を緊急に多数導入する必要に迫られ、さらに、戦争序盤でT-34やKV-1の重装甲に手こずったドイツが、装甲と火力に勝る重戦車を開発して投入することも時間の問題と考えられた。
ZiS-3は1941年に完成したが、赤軍はF-22USVの増産を優先させる方針をとったため、ZiS-3はトライアルも行われないまま公式には製造中止とされてしまった。しかし、F-22USVはコストが高く（ZiS-3の1.5倍）、砲架の制作過程も複雑だったためになかなか数がそろわなかった。このため、スターリンはドイツ戦車に対抗可能なあらゆる砲の生産を許可するとの指令を出したので、ようやく日の目を見ることができた。1942年2月には5日間のトライアルが行われ、それをほぼ完璧にクリアしたZiS-3は、1942年型76mm師団野砲として制式採用された。

## 概要
ZiS-3は、ZiS-2 57mm対戦車砲の砲架にF-22USV 76mm野砲の砲身と駐退復座機を搭載する形で開発された。砲架が軽量になったことにより発砲時に転倒する危険があったので、砲口には76mm級の師団野砲としては初めてマズルブレーキが装着された。さらに、ZiS-2対戦車砲の砲架は、左右角調整ハンドルと仰俯角調整ハンドルが砲の左側に集中しており、照準調整が1人で行えるようになった。仰角がF-22やF-22USVと比較して浅くなっているが、野砲や対戦車砲としての運用には全く問題はなかった。さらに、コスト面においても砲架の構造が簡略化されたため、調達コストはF-22USVの2/3にまで低下した。
それまでのソ連軍の榴弾砲や野砲は仰俯角調節ハンドルが右側についていたため、照準調整は2人で行う必要があった。ドイツ軍と武装親衛隊が鹵獲したF-22野砲を7.62 cm PaK 36(r)に改造する際にも仰俯角調整ハンドルを左側に移している。

## 砲弾
ZiS-3には、対戦車用の徹甲弾としてBR-350A徹甲榴弾とBR-350SP徹甲弾が用意されていた。この他にも榴弾、榴散弾、焼夷弾、煙幕弾、毒ガス弾が製造され、戦後には成形炸薬弾も開発された。
BR-350A徹甲榴弾の装甲貫徹能力
- 100m：67mm（入射角60°）、82mm（入射角90°）
- 500m：61mm（入射角60°）、75mm（入射角90°）
- 1000m：55mm（入射角60°）、67mm（入射角90°）
- 1500m：49mm（入射角60°）、60mm（入射角90°）
- 2000m：43mm（入射角60°）、53mm（入射角90°）

## 運用
ZiS-3は、1個師団あたり1個大隊12門（3個中隊で編成）が配備されたほか、6個中隊24門で編成される独立対戦車連隊にも配備された。ZiS-3は、主に直接火力支援に投入されたが、パックフロントと呼ばれる対戦車砲陣地に配備したり巧妙な陣地構築と偽装による待ち伏せで対戦車戦闘にも従事した。さらに、車両搭載型のZiS-3Shが、SU-76の主砲として使用されている。着弾後に発射音が聞こえる高初速から、ドイツ軍からは「ラッチュ（擦過音）・ブム（発射音）」と呼ばれて恐れられた。
III号戦車やIV号戦車相手には申し分ない性能を発揮したが、パンターやティーガーが相手では分の悪い戦いを強いられた。パンター相手には装甲の薄い側面や防盾を近距離から狙えば撃破は可能であったが、ティーガーの装甲には歯が立たず、主砲を側面から打ち抜くか、キャタピラを破壊して攻撃力か機動力のどちらかを無力化する必要があった。このため、1944年にはより大口径のD-44 85mm野砲とBS-3 100mm野砲が開発されている。
戦後、ZiS-3は予備役に退くが、多くはワルシャワ条約機構加盟国や中東・アフリカ・アジアの親ソ国に供与され、現在でも一部の発展途上国では現役である。また、ロシアでは大祖国戦争の再現イベントで使用するために、少数のZiS-3が保管されている。

## 登場作品

### ゲーム
『パンツァーフロント』
無印ではプレイヤーは操作できないが、『bis』ではコンストラクションモードにおいてプレイヤー側として操作可能に設定できる。